# Wolfgang Haas
Pour les articles homonymes, voir Haas.
Wolfgang Haas, né le 7 août 1948 à Vaduz, est un prélat catholique, archevêque émérite de Vaduz au Liechtenstein.

## Biographie
Wolfgang Haas a vécu avec ses parents, qui ne s'étaient pas mariés faute d'autorisation de mariage, d'abord à Mauren, puis à Schaan, où sa famille possédait une entreprise de céramique.
Après avoir obtenu son baccalauréat, Haas a étudié la philosophie au Collegium Marianum au Liechtenstein et la théologie à l'université de Fribourg. Le 7 avril 1974, il a pu recevoir le sacrement de l'ordre à Coire grâce à une dispense. Parallèlement à son assistanat à la chaire de dogmatique de la Faculté de théologie de l'université de Fribourg, il a obtenu en 1974 une nouvelle licence en théologie et, de 1975 à 1978, une licence en droit canonique à l'université pontificale grégorienne. Sa thèse Le sacrement du mariage comme concept fondamental du droit canonique du mariage n'a pas été achevée. Il a été chancelier du diocèse de Coire et official du tribunal diocésain.

### Évêque de Coire
À la demande expresse de l'évêque de Coire, Johannes Vonderach, Haas a été nommé le 25 mars 1988 par le pape Jean-Paul II évêque coadjuteur du diocèse de Coire ; le droit de succession automatique ainsi accordé à Wolfgang Haas a permis de contourner le droit de libre choix de l'évêque accordé au chapitre de la cathédrale de Coire selon le privilège ecclésiastique.
L'ordination épiscopale a eu lieu le 22 mai 1988 par l'évêque diocésain Johannes Vonderach et les évêques Otmar Mäder et Henri Schwery en tant que co-consécrateurs. Sa devise était Maria duce obviam Christo.
Deux ans plus tard, il devient évêque de Coire. Il le restera jusqu'au 2 décembre 1997, date de sa nomination comme archevêque de Vaduz.
Dans un livre publié en novembre 2021, l'ancien évêque auxiliaire de Coire, Pierre Henrici, a reproché à son évêque de l'époque, Wolfgang Haas, de ne pas avoir été capable de se faire reconnaître comme évêque, ni même de gouverner. Afin de recruter le plus grand nombre possible de jeunes prêtres qui partageaient sa vision conservatrice du monde, Haas aurait par exemple accepté des candidats au sacerdoce inaptes, même contre l'avis explicite des prêtres responsables de la formation des prêtres. Haas a agi de manière très conservatrice et a plongé le diocèse de Coire dans une crise profonde, à laquelle le pape Jean-Paul II a finalement tenté de mettre fin en créant en 1997 l'archidiocèse de Vaduz, afin de pouvoir transférer Haas de Coire dans sa patrie,.

### Archevêque de Vaduz
Après des protestations internes persistantes contre l'exercice du ministère de Wolfgang Haas dans le diocèse de Coire, le pape le nomma archevêque du nouvel archevêché de Vaduz le 2 décembre 1997 ; Haas prit possession de sa charge le 21 décembre 1997 dans l'église paroissiale Saint-Florin de Vaduz, ainsi élevée au rang de cathédrale. Une résistance à sa nomination s'est également manifestée dans le nouvel archevêché, mais elle est restée sans effet. 
Un acte important dans le déroulement de l'année était la célébration de la messe le jour de la fête nationale, le 15 août, sur la pelouse du château, toujours avec une homélie. En juin 2011, Haas a fait savoir qu'il ne célébrerait plus de messe à l'avenir lors de l'acte officiel de la fête nationale. Cette combinaison serait un « signe erroné ou malhonnête envers le public ». Le gouvernement a attribué la motivation de l'archevêque à la position du gouvernement sur l'homosexualité et à l'initiative « Aide plutôt que punition » visant à libéraliser le droit à l'avortement.
Dans le cadre de l'introduction d'un partenariat enregistré au Liechtenstein, Haas a qualifié l'homosexualité pratiquée de péché objectivement grave, dont la reconnaissance juridique constituerait un véritable scandale.
Durant son mandat à Vaduz, il fait installer dans la cathédrale Saint-Florin à ses propres frais une cathèdre épiscopale dorée et y prévoit des tombeaux épiscopaux.
Proche de la Fraternité sacerdotale Saint-Pierre, il célèbre régulièrement des ordinations diaconales et sacerdotales de membres de la Fraternité,.
Le 20 septembre 2023, sa démission pour raison d'âge est acceptée par le pape François,. L'évêque de Feldkirch, Benno Elbs, est nommé administrateur apostolique,.

## Positions
Dans le respect de la doctrine catholique, Wolfgang Haas est un défenseur de la vie de la conception à la mort naturelle. Il se bat ainsi contre l'avortement[réf. nécessaire].